# Malé Chyndice
Malé Chyndice es un municipio del distrito de Nitra en la región de Nitra, Eslovaquia, con una población estimada a final del año 2024 de 389 habitantes.
Se encuentra ubicado en el centro-oeste de la región, en el valle del río Nitra (cuenca hidrográfica del Danubio) y cerca de la frontera con la región de Trnava.

## Demografía
| Año        | 1994 | 2004    | 2014    | 2024    |
| ---------- | ---- | ------- | ------- | ------- |
| Población  | 401  | 392     | 391     | 389     |
| Diferencia |      | −2,24 % | −0,25 % | −0,51 % |

| Año        | 2023 | 2024    |
| ---------- | ---- | ------- |
| Población  | 378  | 389     |
| Diferencia |      | +2,91 % |